# Gran Bretagna ai V Giochi olimpici invernali
La Gran Bretagna partecipò ai V Giochi olimpici invernali, svoltisi a Sankt Moritz, Svizzera, dal 30 gennaio all'8 febbraio 1948, con una delegazione di 55 atleti impegnati in sei discipline.

## Medagliere

### Per discipline
| Sport                 | Oro | Argento | Bronzo | Totale |
| --------------------- | --- | ------- | ------ | ------ |
| Pattinaggio di figura | 0   | 0       | 1      | 1      |
| Skeleton              | 0   | 0       | 1      | 1      |
| Totale                | 0   | 0       | 2      | 2      |

### Medaglie
| Medaglia | Atleta            | Sport                 | Evento                          |
| -------- | ----------------- | --------------------- | ------------------------------- |
| Bronzo   | Jeannette Altwegg | Pattinaggio di figura | Pattinaggio di figura femminile |
| Bronzo   | John Crammond     | Skeleton              | Maschile                        |